# IC 61
IC 61 ist eine linsenförmige Galaxie vom Hubble-Typ S0-a im Sternbild Fische auf der Ekliptik. Sie ist schätzungsweise 506 Millionen Lichtjahre von der Milchstraße entfernt und hat einen Durchmesser von etwa 180.000 Lichtjahren.
Im selben Himmelsareal befindet sich u. a. die Galaxie NGC 332.
Das Objekt wurde am 10. November 1892 vom französischen Astronomen Stéphane Javelle entdeckt.